# Brazilea
Brazilea é um gênero de alga extinta. As espécies Brazilea helby e Brazilea scissa foram localizadas no afloramento Morro do Papaléo na cidade de Mariana Pimentel. O afloramento data  do Sakmariano, no Permiano.